# Turrivalignani
Turrivalignani là một đô thị thuộc tỉnh Pescara trong vùng Abruzzo của Ý. Ý. Đô thị này có diện tích 6 km², dân số 868 người. Các làng trực thuộc:. Các đô thị giáp ranh gồm:
Alanno, Lettomanoppello, Manoppello, Scafa.